# År med 365 dagar
Normalår är ett kalenderår i den gregorianska eller julianska kalendern som har 365 dagar och inte är skottår, och är alltså utan interkalering.
Ett normalår har 365 dagar och är därför 52 veckor och en dag, så kommande år börjar en veckodag senare. Normalår börjar och slutar alltid på samma veckodag. 2009, till exempel, inföll både 1 januari och 31 december på en torsdag.
I den gregorianska kalendern är 303 av 400 år normalår. I den julianska kalendern är 300 av 400 år normalår.